# Braves et Lady Braves d'Alcorn State
Les Braves et Lady Braves d'Alcorn State sont un club omnisports universitaire de l'Université d'État Alcorn, situé près de Lorman dans l'État du Mississippi. Les équipes des Braves participent aux compétitions universitaires organisées par la National Collegiate Athletic Association au sein de la Division I (NCAA) Football Championship Subdivision. Ils sont affiliés à la Southwestern Athletic Conference et participent à 15 sports dont le football américain.

## Football américain
Fondée en 1921, l'équipe de football américain a été intégrée à la Division I en 1977 et y joue dans la seconde subdivision depuis 1978. Ils sont affiliés à la Southwestern Athletic Conference depuis 1962, dans la Division Est.
L'équipe a remporté 15 titres de champion de conférence (en 1947, 1950, 1960, 1961, 1968, 1969, 1970, 1974, 1976, 1979, 1984, 1992, 1994, 2014 et 2015) et 2 de division (2014 et 2015).
Ils ont participé au playoffs à 2 reprises : en 1984 (atteignant les quarts de finale), 1992 et 1994 pour la dernière fois (éliminés au premier tour).
En tant qu'université historique noire, ils ont également remporté 6 titres nationaux de champion des universités afro-américaines (1968, 1969, 1974, 1984, 2014).
Une rivalité annuelle oppose les Braves d'Alcorn State aux Tigers de Jackson State. Pour la première fois en 2015, ils jouent un bowl, l'Air Force Reserve Celebration Bowl, qui inaugure la saison des bowls universitaires d'après-saison en opposant les champions respectifs de la SWAC et de la Mid-Eastern Athletic Conference.
Plus de 50 joueurs des Braves sont devenus professionnels en NFL.

## Chant traditionnel
La fanfare d'Alcorn State, Sounds of Dyn-O-mite joue la mélodie du « Chant de la guerre » (war chant), tandis que les fans agitent un bras, un mouvement connu sous le nom de « Tomahawk Chop ». Ils terminent la mélodie avec un chant aigu coordonné.

## Installations
| Sport              | Stade                      | Capacité | Réf   |
| ------------------ | -------------------------- | -------- | ----- |
| Football américain | Jack Spinks Stadium (en)   | 22 500   | [ 2 ] |
| Basket-ball        | Davey Whitney Complex (en) | 7 000    | [ 3 ] |
| Baseball           | Foster Baseball Field (en) | 500      | [ 4 ] |